# نانسی ویلسون (خواننده جاز)
نانسی ویلسون (به انگلیسی: Nancy Wilson) زاده ۲۰ فوریهٔ ۱۹۳۷ - درگذشته ۱۳ دسامبر ۲۰۱۸ (۸۱ سال) یک هنرپیشه و خواننده اهل ایالات متحده آمریکا بود. وی از سال ۱۹۵۶ (میلادی) تا ۲۰۱۱ (میلادی) کارِ هنری می‌کرده‌است.